# Механическая связь (химия)
Механическая (топологическая) связь в молекулах - связь двух или более молекул, обусловленная механическим сцеплением молекул. Может осуществляться как самостоятельно, так и в сочетании с другими видами сильных и слабых химических связей (ковалентная, ионная, водородная, ван-дер-ваальсова).

## Примеры реализации механической связи
Механическую связь в молекулах имеют катенаны и ротаксаны, а также молекулы в виде узлов и колец Борромео.